# Lăsați-mă să cânt
Lăsați-mă să cânt este o operetă în două acte de Gherase Dendrino.
Libretul: Erastia Sever, Liliana Delescu și Viorel Cosma.
Premiera: „Teatrul de Stat de Operetă” din București, la 30 octombrie 1954.